# Afranthidium matjesfonteinense
Afranthidium matjesfonteinense là một loài Hymenoptera trong họ Megachilidae. Loài này được Mavromoustakis mô tả khoa học năm 1934.